# أمنتي-حور

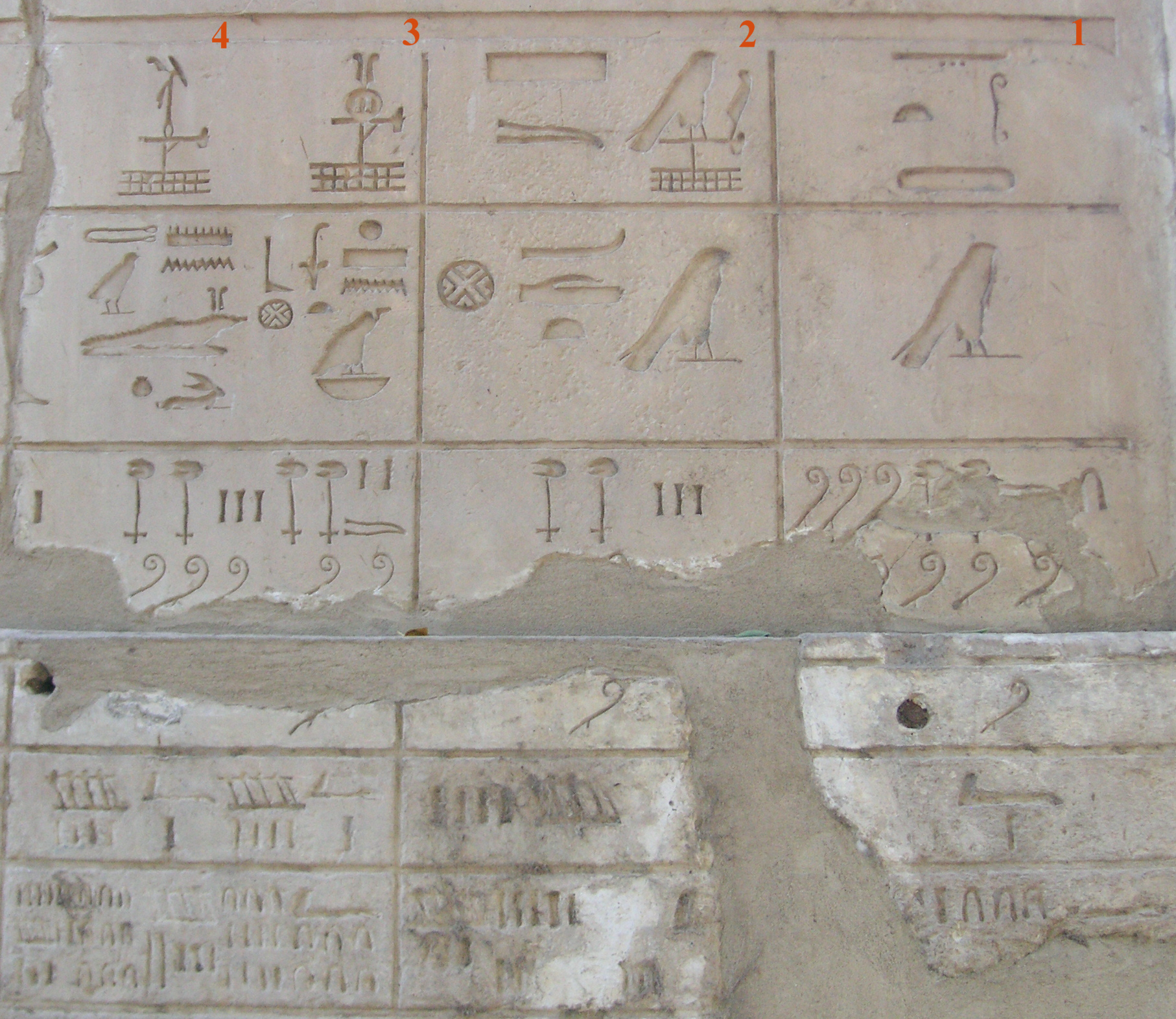
أمنتي حور في الكرنك.

أمنتي حور كانت المقاطعة رقم 2 من مقاطعات مصر العليا القديمة. أهم مدنها إدفو. توفر مقبرة المملكة الوسطى الكثير من المعلومات حول ممارسات الدفن لعامة الناس خلال هذه الفترة. حاكم المملكة القديمة عزي الذي تم العثور على مصطبة له في مقبرة إدفو تم تعبده كإله في وقت لاحق.